# Macrobrachium dalatense
Macrobrachium dalatense is een garnalensoort uit de familie van de Palaemonidae. De wetenschappelijke naam van de soort is voor het eerst geldig gepubliceerd in 2003 door Nguyên.